# Шиково (Кимры)
Шиково — микрорайон города Кимры, упразднённая деревня Кимрского района в Тверской области России.

## Название
Первоначально — деревня Шикова.

## География
Находится на правом берегу реки Волги. Примыкает к микрорайону Новое Савёлово.

## История
В 1635 году на 8 дворах проживали 15 крестьян и 7 бобылей
В списках населённых мест от 1859 года — казённая деревня.
До упразднения уездно-губернского деления входило в состав Белгородской волости
Калязинского уезда.
Около 1960-х годов вошла в состав города Кимры.

## Население
К 1859 году проживало 152 человека, из них мужчин — 69, женщин — 83.

## Инфраструктура
Личное подсобное хозяйство с зоной сельскохозяйственного использования, индивидуальная застройка усадебного типа.
К 1859 году 24 двора.

## Транспорт
В списках населённых мест от 1859 года — «по правую сторону тракта».